# Cavallerizzo
Cavallerizzo (Kajverici in arbëreshe) è una frazione del comune di Cerzeto

## Geografia fisica
Cavallerizzo è situata alle falde di un monte degli Appennini chiamata Colle S. Elia (Rahji i Shën Lliut), o semplicemente Rahji, che si erge a circa 1000 metri di altezza dall'abitato. Circondato da castagni e da numerosa fauna, l'abitato antico è diviso in tre borghi.

## Geografia
L’abitato di Cavallerizzo è una frazione del comune di Cerzeto, fa parte dei centri arbëri della provincia cosentina (Calabria) ubicato tra le colline del Monte Mula che scendono a Est verso il fiume Crati. Il suo nome deriva da un cavallerizzo dei principi Sanseverino noto come San Giorgio di San Marco.

## Storia
I territori sui quali si ubica il borgo, sono menzionati già dal 1065, con la loro donazione all’Abazia di La Matina. Nel 1462 furono acquistati da Luca Sanseverino primo Principe di Bisignano. Questi mise in atto nella provincia fiorenti attività tali da far acquisire ai suoi possedimenti l’appellativo di granaio regio. L’indotto produttivo ben presto subì gli effetti della carestia, della peste e dei terremoti che videro come scenario la Calabria di allora. I successori di Luca Sanserverino - Girolamo, Bernardino e Pietro Antonio - per cercare di dare linfa economica ai loro territori accolsero nuove e operose genti di origine albanese. Quest'ultimi, dopo un iniziale ”nomadismo” che si dilungò sino alla metà del XVI secolo, s’insediarono definitivamente in casali disabitati, nei pressi di chiese o conventi. In seguito trascritti gli atti di sottomissione con le autorità locali agli esuli, fu concesso il diritto di edificare manufatti in muratura oltre ad avere i privilegi di trasferire alle discendenze quanto a loro disposizione. Ebbero così inizio quelli che oggi si riconoscono come agglomerati urbani diffusi arbëreshë, contenitori fisici di usi, costumi, consuetudini e religione che si tramandano oralmente da oltre cinque secoli. Dopo una parentesi di confronto e scontro etnico/religioso con le istituzioni locali, queste si attenuarono con l’istituzione del Collegio Corsini nel 1732. L’istituto eretto per formare clericali e laici, ha consentito in seno alla minoranza, che si formassero uomini di cultura in campo religioso, giuridico, letterario e scientifico, che divennero riferimento nelle regioni e nella capitale partenopea.

### Sistemi urbani albanofoni
Gli agglomerati diffusi arbëreshë nascono secondo regie disposizioni e grazie al modello di famiglia allargata, secondo quanto disposto nel Kanun. I quartieri di Cavallerizzo, Katundì, Moticèlleth, Sheshi, Brègù e Nxertath, rappresentano il percorso evolutivo che il centro antico ha seguito per restituirci l’attuale assetto planimetrico. Il processo di trasformazione dell’ambiente naturale in costruito è avvenuto secondo i parametri morfologici, orografici e climatici; fondamentali per gli esuli, giacché simili a quelli della terra d’origine. È in queste macro aree che le costanti dei sistemi urbani: il recinto, la casa e il giardino, hanno trovato l’ambiente ideale per restituire gli ambiti odierni; il recinto delimita il territorio, ove la famiglia allargata aveva il controllo assoluto; la casa, anch’essa circoscritta dal cortile, costituita da un unico ambiente in cui conservare le poche suppellettili e alimenti; il giardino è luogo della prima spogliatura, dimora dell’orto stagionale. Nel periodo che va dal XV al XX secolo, gli esuli lentamente hanno riposto il modello familiare allargato per quello urbano e poi, in tempi più recenti vive quello della multimedialità. Quando la famiglia allargata inizia ad assumere la conformazione urbana si dà inizio alla realizzazione dei primi isolati (manxane), secondo schemi articolati o lineari. Inoltre lo sviluppo degli agglomerati tendenzialmente accoglie le direttive dell’urbanistica greca che allocava gli accessi degli abituri sulle strette vie secondarie, ruhat. La gjitonia, (dove vedo e dove sento), sin dal XVI secolo ha resistito alla modernità diventando il luogo della ricerca dell’antico legame indispensabile per la consuetudine arbëreshë. La Gjitonia ha origine dal tepore del focolare, si espande con cerchi concentrici, nella piazzetta sheshi e si estende lungo le ruhat, sino a giungere negli angoli più reconditi dei territori comunali e non solo. La gjitonia si avverte, si respira, si assapora, si vede, si tocca, senza mai poter essere tracciata. Gli agglomerati Albanofoni rappresentano il cardine che lega lingue, religioni e storie dissimili, in grado di produrre il modello d’integrazione più riuscito del mediterraneo. Il piccolo abituro, shpia, in origine realizzato con rami intrecciati poi con blocchi di terra mista a fango e paglia, passa da abitazione estrattive a luogo abitativo in forma additiva, in seguito, è stato ottimizzato attraverso l’utilizzo di materiali autoctoni più idonei come: pietre, calce e arena. Dopo il terremoto del 1783 e la conseguente realizzazione della Giunta di Cassa Sacra, gli stessi ambiti urbani minoritari ebbero un nuovo sviluppo architettonico e gli agglomerati iniziarono a svilupparsi verticalmente. Gli ambiti urbani calabresi assunsero una nuova veste distributiva che allocava i magazzini e le stalle al piano terra mentre le abitazioni erano al primo livello. I successivi frazionamenti, richiesero l’uso delle scale esterne, profferlo, in quanto, non tutti avevano la possibilità di costruire nuove abitazioni, modificando radicalmente in questo modo le prospettive all’interno dei borghi. Il ciclo di crescita si arricchisce ulteriormente dopo il decennio francese, con la costruzione dei nuovi palazzotti nobiliari, espressione di una classe sociale emergente. Ciò avviene solo per le classi più elevate perché quelle meno abbienti continuano a occupare i vecchi abituri e quella media esterna la nuova posizione sociale, imitando frammenti dei palazzi post napoleonici.

### Frana del 7 marzo 2005
La notte tra il 6 e il 7 marzo 2005 Cavallerizzo è stata colpita da una frana.

## Monumenti e luoghi d'interesse
- Fontana Noce  - Kroi Arra, Fontana Lacerata - Kroi Laçeratë, Fontana Tarabanë - Kroi Tarabanë
- Palazzo Posteraro

## Società

### Costume tradizionale
Cavallerizzo ha conservato una tradizione iconografica di costumi popolari, analogamente alla vicina San Giacomo di Cerzeto, pure frazione di Cerzeto, che presenta tuttavia una casistica più ricca e variata. Il costume di Cavallerizzo è di derivazione albanese. Alcuni pittori stranieri, come il Marino, hanno conferito alla donna di Cavallerizzo un aspetto orientale.

### Cognomi di Cavallerizzo
In "Casati albanesi in Calabria e Sicilia" di Raffaele Patitucci D'Alifera Patitari (1989-1990), nn 1-4, sono così riportati i cognomi di Cavallerizzo citati come d'origine albanese:
Audino / Barci, Becci, Baffa, Bagano, Becce / Caparello, Cappellano, Candreva, Catroppa, Cavallo, Caparello, Cucci/ Ferrara, Ferro, Figlia, Franzese / Jerbis / Lata, Lento, Licursi / Melicchio, Mosciaro, Musacchio, Grimano / Pirrotta, Pinnola, Plescia, Petta, Parise, Posteraro, Parrotta / Ricioppo, Rizzo, Rasso, Romeo / Staffa, Santo / Tuoto, Tudda, Tuota

### Religione
A Cavallerizzo, come in tutti i paesi albanesi in Italia, era praticata la liturgia secondo il rito bizantino, sostituita nel XVIII secolo dal rito latino. Nel "Dizionario dei luoghi della Calabria" di Gustavo Valente del 1973, riporta le seguenti notizie su Cavallerizzo: La Parrocchiale, di rito greco, è intitolata a San Giorgio. Vi era una Confraternita laicale dedicata al nome del Rosario. Il Valente riporta così che a Cavallerizzo ancora nel 1973 persiste il rito greco-bizantino, estirpato già da circa due secoli. I santi più conosciuti a Cavallerizzo sono orientali: San Giorgio Megalomartire e Sant'Antonio il Grande. La chiesa di San Giorgio Martire in Cavallerizzo risale al 1729, molto venerata è l'icona, stranamente dai canoni latini, del santo.

### Festa di San Giorgio
Protettore di Cavallerizzo, la festa di San Giorgio Megalomartire è celebrata il 23 aprile, ed è un evento religioso molto importante, anche per Cerzeto e l'intera zona circostante. In questo periodo di festa molti erano i giochi e le manifestazioni culturali per bambini e per adulti. Per esempio un gioco, che è particolarmente crudele, era gjelli në shkak (il gallo come bersaglio): si interrava un gallo dentro una fossa, lasciandoli fuori solo la testa, e i giocatori bendati dovevano cercare di colpirlo, chi riusciva ad ucciderlo riceveva in premio lo stesso sfortunato animale. Questa tradizione fu abbandonata negli anni settanta del secolo scorso, ma è rimasta molto conosciuta l'espressione të bëshin si gjelli në shakë. La statua di San Giorgio a Cavallerizzo proviene da Piana degli Albanesi, quando nella metà del XIX secolo una delegazione di Cavallerizzo si recò nella cittadina albanese nella provincia di Palermo per avere una copia della statua del santo patrono.

### Lingue e dialetti
Gli abitanti di Cavallerizzo parlano in lingua albanese, l'arbëresh. Molti sono i proverbi e i modi di dire in albanese. Numerose i Vjersh, canti popolari tipici albanesi, e i canti nuziali (kënga e martesës). Latrunera o Kusar sono l'epiteto usato correntemente, in contrapposizione ai cerzitani che sono tradhitur ed i sangiacomesi çotara.